# Lascar
De Lascar is de actiefste stratovulkaan in de Andes (in Chili), met een hoogte van 5.592 m. De vulkaan was onder andere actief in 1993 en 2007. Door de uitbarsting in 1993 viel er tot in Buenos Aires as naar beneden.

## Galerij

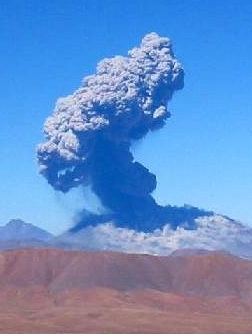
Eruptie in 2006
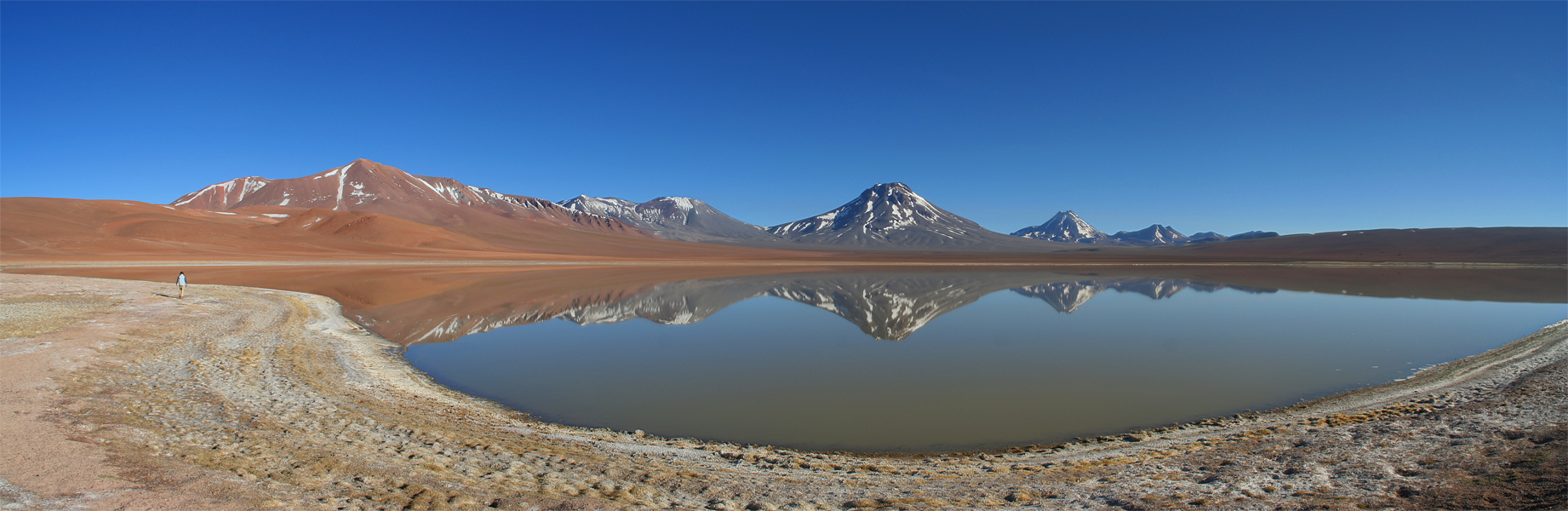
Centrum